# Mobil
Mobil est une compagnie pétrolière américaine née en 1911 de la scission de la Standard Oil de John D. Rockefeller et intégrée en 1999 dans l’ensemble ExxonMobil, à l'issue d'une fusion avec la compagnie Exxon Corporation. La marque Mobil est toujours utilisée par ExxonMobil, selon les emplacements géographiques.

## Historique
- John D. Rockefeller crée la Standard Oil en 1870, qui contrôle la moitié de la distribution du pétrole mondial en 1900 et 85 % du volume intérieur des États-Unis en 1904. Profitant de ce monopole sur la distribution, il fait pression sur les producteurs pour faire baisser le prix de vente.
- En 1911, l'État fédéral américain condamne la Standard Oil à la dissolution pour violation des lois antitrust : la société est scindée en 34 sociétés distinctes, parmi lesquelles Standard Oil Co. of New Jersey (SONJ, la future Exxon) et Standard Oil Co. of New York (Socony, la future Mobil).
- En 1920, Socony crée la marque « Mobiloil ».
- En 1931, Socony et Vacuum Oil fusionnent pour former Socony-Vacuum[1].
- À partir de 1911, SONJ dispose des droits d’utilisation de la marque « Standard Oil » dans six États de l'Est des États-Unis[a]. Pour ces États, elle décide de vendre ses produits sous la marque « Esso », acronyme de « Eastern States Standard Oil » en français : « Standard Oil des États de l'Est ». SONJ utilise aussi la marque Esso dans l'État de New York et dans les six États de la Nouvelle-Angleterre car la Socony-Vacuum[b] ne s'y oppose pas. Néanmoins, dans les autres États des États-Unis, les autres compagnies issues de la scission de Standard Oil de 1911[c] s'y opposent et obtiennent en 1937 un arrêt de la Cour suprême[2] en leur faveur. En 1941, SONJ acquiert en complément les droits d'utilisation de la marque « Esso » dans cinq autres États[d]. Dans la plupart des autres États, SONJ utilise la marque « Enco (en) » (pour « Energy Company »), et « Humble » dans les autres.
- En 1933, SONJ (aussi appelée New Jersey Standard) et Socony-Vacuum s'associent dans une société à parts égales pour leurs activités en Extrême-Orient ; cette association qui s'appelle « Stanvac » devient ensuite présente dans environ 50 pays du Monde, dont la Nouvelle-Zélande, la Chine, des pays de l'Afrique de l'Est, avant d’être dissoute en 1962.

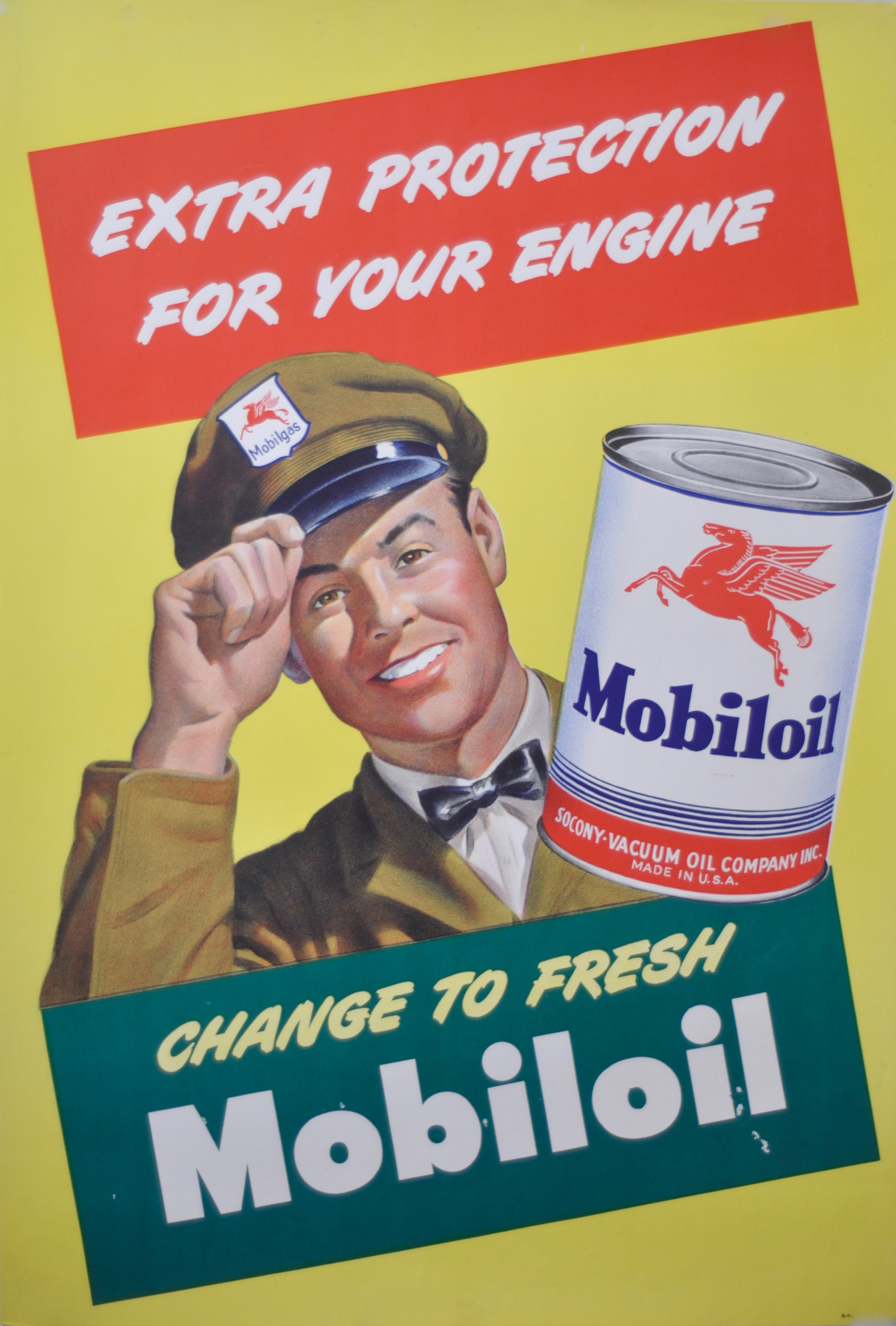
Mobiloil Publicité (1950)

- Les deux sociétés, SONJ et Socony, font partie dudit « cartel des sept sœurs » jusqu'en 1959.
- En 1955, Socony-Vacuum est renommée Socony Mobil Oil Company.
- En 1963, Socony Mobil Oil Company transforme sa marque « Mobiloil » en « Mobil », avec un nouveau logotype.
- En 1966, Socony Mobil Oil Company devient la « Mobil Oil Company ».
- En 1996, BP reprend les activités européenne de Mobil Oil Company comprenant entre autres les stations services Mobil[3],[4].
- Le 30 novembre 1999, Exxon Corporation et Mobil Oil Company, respectivement numéros 2 et 4 mondiaux à l'époque derrière BP[e], décident de fusionner leurs activités pour former la nouvelle société « ExxonMobil Corporation ».

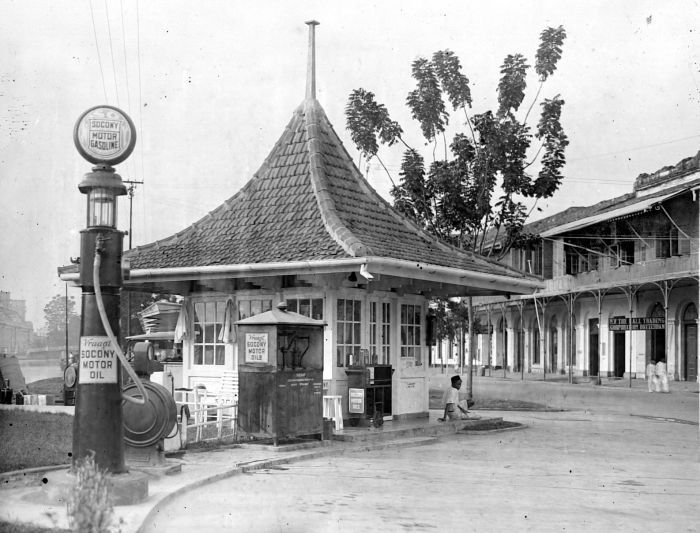
Station-service Socony aux Indes orientales néerlandaises (actuelle Indonésie).

## Mobil après la fusion avec Exxon

### Les marques de Mobil

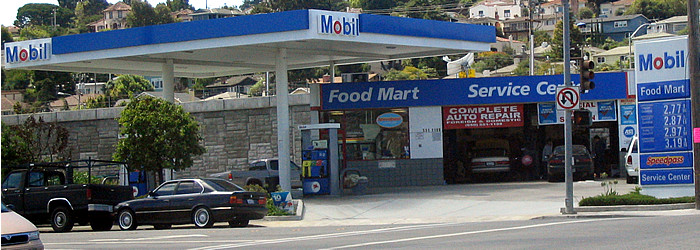
Une station-service Mobil en 2005 en Californie.

La division Mobil chez ExxonMobil comprend trois marques, de domaines d'activités historiques.

#### Mobil
L'activité principale de Mobil est la distribution de carburants domestique et industriel. La marque Mobil couvre aussi une gamme de lubrifiants.

#### Mobil 1

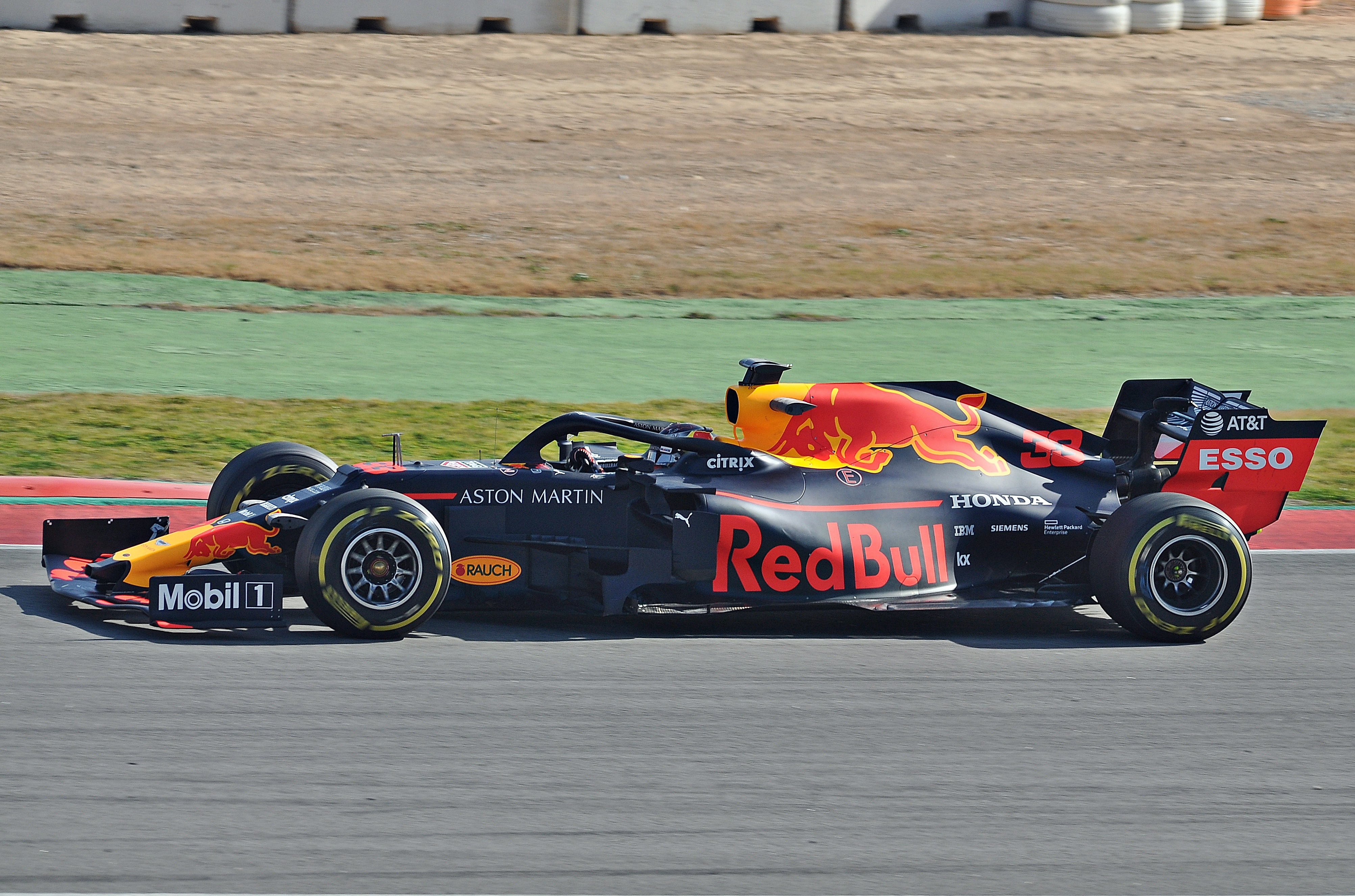
Sponsor sur la Formule 1 Red Bull RB15.

Mobil 1 fut le premier lubrifiant moteur synthétique lancé par Mobil en 1974. Cette huile moteur 100 % synthétique reste la plus vendue au monde.
ExxonMobil, au travers de cette marque, est un partenaire et sponsor incontournable[réf. nécessaire] de la Formule 1, notamment au sein des écuries McLaren et Red Bull Racing.

#### Mobil Delvac
C'est une marque spécialisée dans des lubrifiants pour véhicules commerciaux.

### Mobil au Canada

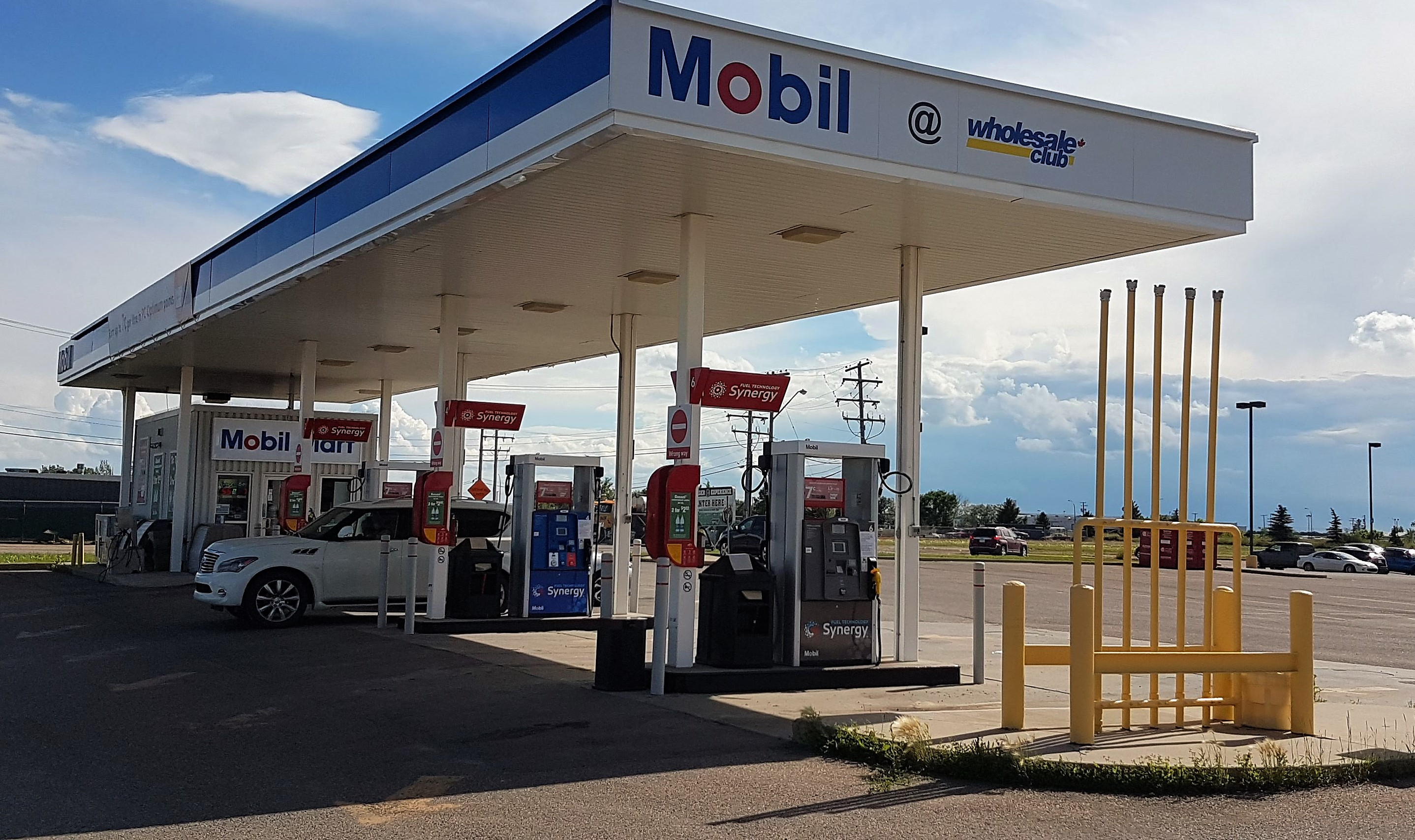
En Saskatchewan en 2018, une station-service dans un magasin appartenant à Loblaw, convertie à l'enseigne Mobil.

En avril 2017, la compagnie Loblaw a vendu son réseau de 213 stations-service (toutes rattachées à ses différentes épiceries) à Brookfield Business Partners (en). Brookfield a annoncé qu'elle concéderait une licence d'utilisation de la marque Mobil auprès de la filiale canadienne Imperial Oil d'ExxonMobil, ce qui en ferait une sœur du réseau de stations-service Esso de la société. Dans le cadre de la convention de vente, les stations Mobil continuent d’offrir le programme de récompenses PC Optimum de Loblaw. L'année suivante, l'Imperial a annoncé la signature d'un accord séparé avec Loblaw visant également l'adoption de PC Optimum dans la chaîne Esso à compter de juin 2018.

### Mobil en Indonésie
En 2000, l'hebdomadaire Business Week accuse Mobil Oil de complicité avec les forces armées indonésiennes dans les massacres perpétrés à proximité des installations de l'entreprise, dans la province d'Aceh. Depuis 1980, année où les séparatistes du Mouvement pour un Aceh libre ont commencé leurs attaques contre les installations de Mobil, et chaque fois que la loi martiale était imposée, des rumeurs de disparitions et d'exécutions massives ont circulé. En 1999, après la chute du régime de Suharto, le Comité indonésien des droits de l'homme a découvert une douzaine de fosses communes contenant les corps de centaines de personnes, dont beaucoup avaient été torturées. Mobil a d'abord nié toute implication dans l'affaire, puis reconnu avoir fourni de la nourriture, du carburant et des équipements aux troupes chargées de protéger ses installations. Selon un groupe d'ONG indonésiennes, cet équipement a notamment été utilisé pour creuser les tombes.

### Mobil Australie

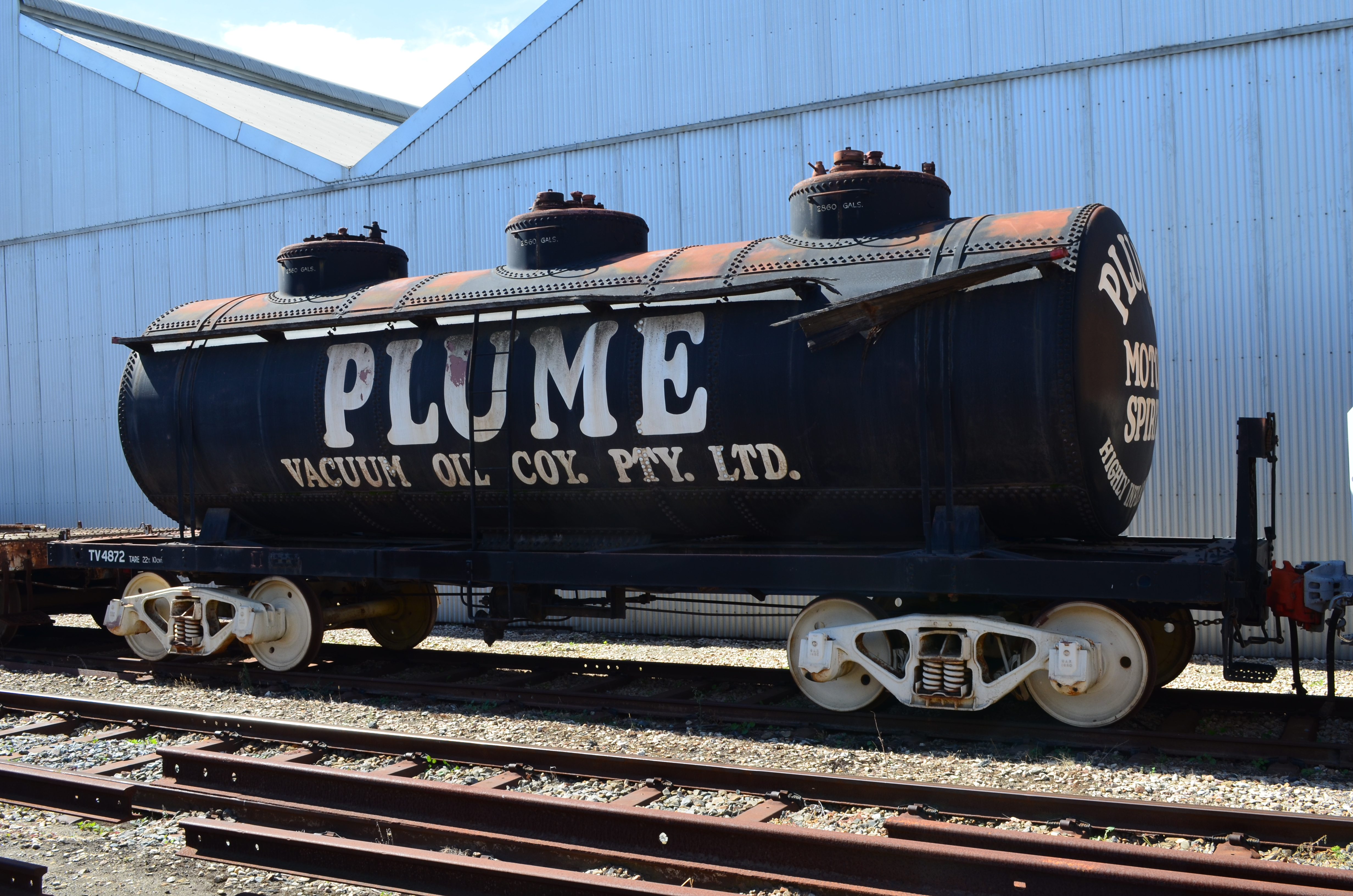
Un wagon-citerne préservé de l'ancienne South Australian Railways aux couleurs de la marque Plume. Plume fut ensuite remplacée par Mobilgas

La Vacuum Oil Company a commencé ses activités en Australie en 1895, en introduisant sa marque Plume d'essence en 1916. Le logo du Cheval Rouge Volant (Pégase) a été introduit en 1939, et en 1954, la marque Plume a été remplacée par Mobilgas.
Le siège social de Mobil Australie est situé à Melbourne. En 1946, Mobil a entamé la construction de sa raffinerie à Altona, dans la banlieue ouest de Melbourne, qui produisait initialement des huiles lubrifiantes et du bitume, avant de commencer la production de carburants pour véhicules automobiles en 1956. Une deuxième raffinerie à Port Stanvac, au sud d'Adélaïde, a été mise en service en 1963, mais a été fermée en 2003. Mobil a entamé le démantèlement de la raffinerie en juillet 2009, ainsi que les travaux de remise en état du site.

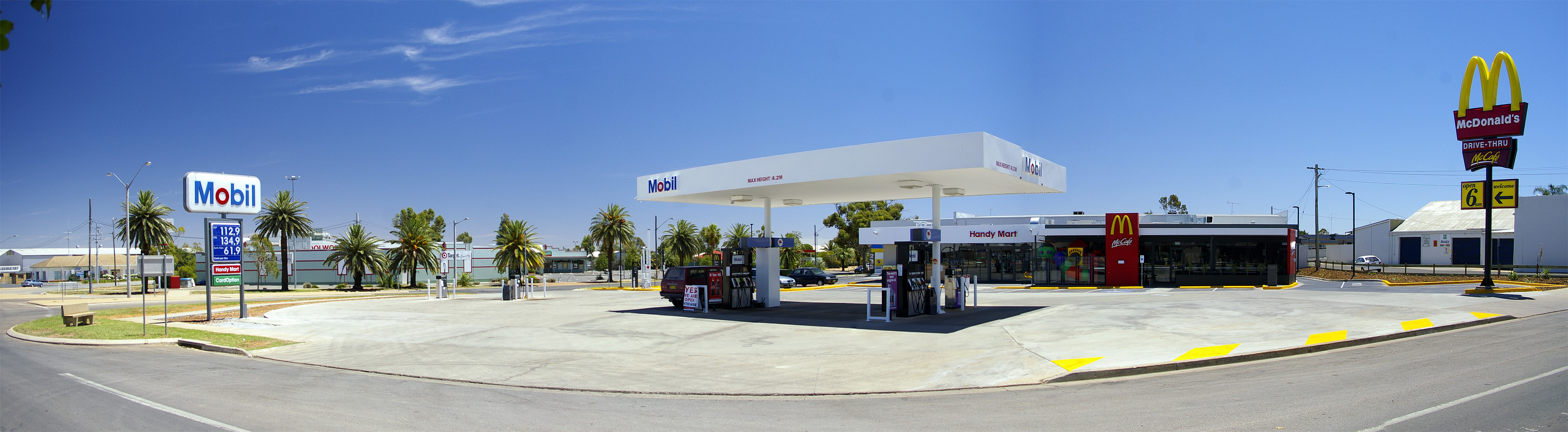
Station Mobil avec restaurant McDonald's à Leeton

En 1985, Mobil a échangé son marché de détail en Australie occidentale avec une grande partie du marché de détail de BP en Australie-Méridionale, Victoria et Nouvelle-Galles du Sud, dans le cadre d'un échange d'actifs majeur. En 1990, Mobil a acquis les stations-service et le réseau de raffinage de Esso Australia. Cela a également résulté en la pleine propriété de Petroleum Refineries (Australia) Pty Ltd par Mobil, qui exploitait également les raffineries d'Altona et d'Adélaïde. En décembre 1995, Mobil est revenu sur le marché australien des carburants au détail en achetant le réseau de stations-service Amgas et les activités connexes.
Le 27 mai 2009, Caltex Australia a annoncé qu'elle acquerrait 302 stations-service Mobil à Melbourne, Brisbane, Sydney et Adélaïde, sous réserve de l'approbation de la Commission australienne de la concurrence et de la consommation (ACCC). L'ACCC a ensuite annoncé son opposition à la prise de contrôle, invoquant la probabilité d'une augmentation des prix des carburants due à la diminution de la concurrence.
Le 27 mai 2010, 7-Eleven a annoncé qu'elle avait acquis le réseau de 295 stations-service de Mobil en Australie, le carburant étant toujours fourni par Mobil,,,. En même temps, il a été annoncé que sur les 295 stations, 7-Eleven avait vendu 29 stations-service d'Australie-Méridionale à la Peregrine Corporation. L'acquisition de Peregrine a vu les sites Mobil en Australie-Méridionale rebaptisés OTR (plus tard OTR) convenience stores, mais ils ont continué à être approvisionnés par Mobil jusqu'à ce qu'ils passent à BP. Pendant ce temps, depuis janvier 2012, tous les carburants dans les magasins 7-Eleven sont fournis par Mobil. Les rénovations et ouvertures de magasins 7-Eleven depuis 2014 ont inclus la mise en avant du logo Mobil (en tant que fournisseur de carburant annoncé), généralement sous le logo 7-Eleven, sur les enseignes principales ainsi que sur les pompes à essence.
Les stations-service de la marque Mobil existent toujours après la vente à 7-Eleven, et ont depuis augmenté. Modèle:En date de, Mobil exploite 229 stations-service sous sa propre marque à travers le pays, principalement sur la côte est de l'Australie (à l'exception de la Tasmanie) et en Australie-Méridionale, avec quelques-unes en Australie-Occidentale.